# 塞弗里 (堪薩斯州)
塞弗里（英語：Severy）是一個位於美國堪薩斯州格林伍德縣的城市。

## 地方資料
根據2020年美國人口普查的數據，塞弗里的面積為1.27平方千米，當中陸地面積為1.27平方千米，而水域面積為0.00平方千米。當地共有人口205人，而人口密度為每平方千米161.42人。